# Jean-Luc Delarue
Pour les articles homonymes, voir Delarue.
Jean-Luc Delarue, né le 24 juin 1964 à Paris 8e et mort le 23 août 2012 à Neuilly-sur-Seine, est un animateur audiovisuel et un producteur de télévision français, spécialisé dans les émissions de télévision de type débat télévisé.
Dans les années 2000, il est l'un des animateurs-producteurs les mieux payés de France, mais son image se fissure lorsque le public, qui voit alors en lui le gendre idéal, prend connaissance de la puissance de ses addictions : pouvoir, argent, sexe, cocaïne. Il met alors sa carrière télévisuelle en suspens puis réapparaît sur les plateaux télé de France 2 en 2011. Sa nouvelle émission s'arrêtera quelques mois après sa première diffusion.

## Biographie

### Jeunesse et études
Jean-Luc Delarue naît à Paris le 24 juin 1964. Son père, Jean-Claude Delarue, issu d’une famille russe par son père et polonaise par sa mère, est professeur de civilisation américaine, homme politique, et fondateur de plusieurs associations, dont l'Association de défense des usagers de l'administration, le Comité national anti-bruit, SOS Environnement, l'Alliance écologique, la Ligue contre la violence routière, la fédération des usagers des transports et des services publics, SOS petits porteurs. Sa mère, Maryse Samuel, professeur agrégée d'anglais, est en partie d'origine hongroise par son père, Adolf Samuel (1898-1974), juif de Hongrie (pays de Bran), combattant dans l'armée austro-hongroise à Verdun et rescapé d'Auschwitz, évadé pendant les Marches de la mort. Il a un frère de deux ans son cadet, Philippe, producteur de films d'animation et créateur de la société Futurikon. « Après son divorce, sa mère se remarie et donne naissance à deux autres garçons », David et Thomas.
Ancien élève de l'École nouvelle d'Antony et du Collège La Fontaine à Antony, Jean-Luc Delarue, devenu lycéen, au lycée François Villon, passe un baccalauréat B puis un DUT Carrières de l'information option publicité à l'IUT Paris Descartes. En 1986, il entre à l'agence DDB comme concepteur-rédacteur. La même année, il goûte pour la première fois à l'univers télévisuel et débute dans l'émission de Childéric Muller sur la chaîne TV6.

### Carrière radiophonique
Jean-Luc Delarue fait ses premiers pas en radio avec une émission sur la publicité sur Ark En Ciel FM à Paris en duo avec Olivier Dorangeon.
En 1987, il entre à Europe 1 où il reste jusqu'en 1995. Il anime le Top 50 avec Olivier Dorangeon à partir de l'été 1988. Jean-Luc Delarue et Olivier Dorangeon continuent à la rentrée de septembre 1988 de décliner le Top 50 en semaine de 19 h 30 à 21 heures. Ils se surnomment « les deux D », (leurs initiales). À la rentrée de septembre 1989, épaulé par Yvan Le Bolloc'h, Jean-Luc Delarue donne un nouveau ton à l'émission et la rebaptise Top 50 Système D. « Du Top 50, du jeu crétin, du Top Albums, des reportages de Super Bolloc'h, du cinéma, des cadeaux par milliers et des invités Top niveau », tel est le slogan de l'émission diffusée sur Europe 1 de 19 h 30 à 21 heures à la saison 1989-1990.
À la saison 1991-1992, chaque après-midi, il anime un journal télévisé baptisé Mon œil, qu'il reprend jusqu'en 1994 le matin de 8 h 40 à 9 heures. Il y anime aussi pendant deux saisons L'Équipe du matin, la tranche infos du 7-9 de la station de radio. La tranche gagne trois cent mille auditeurs.

### Carrière télévisuelle et création de Réservoir Prod
Découvert par Patrice Blanc-Francard et Childéric Muller, Jean-Luc Delarue goûte pour la première fois à l'univers télévisuel en 1986 et débute dans l'émission Système 6 animée par Childéric Muller sur la chaîne TV6, avant de se voir attribuer sa propre émission, Une page de pub, qu'il présente avec Olivier Doran sur la même chaîne jusqu'en février 1987.
Après quelques spéciales remarquées des Enfants du rock en 1988 sur Antenne 2, il entre à Canal+ en 1989.

#### Années 1990
En 1990, Jean-Luc Delarue est chroniqueur dans l'émission Demain de Michel Denisot et anime l'émission Scrupules en compagnie d'Isabelle Giordano pendant la période estivale, chaque soir à 19 h 15. À partir de 1991, il y devient chef de La Grande Famille, une émission quotidienne de mi-journée qu'il anime et produit pendant trois ans. Pour cette émission, il rencontre Florian Gazan, auteur de ses textes de présentation pré-écrits.
En 1994, il quitte Canal+ pour France 2, et crée simultanément sa société de production Réservoir Prod qui produira son émission étendard Ça se discute. Cette émission cessera le 24 juin 2009, après quinze ans de succès. Lors de ses émissions, il porte une oreillette très visible. Celui qui est surnommé « l'homme à l'oreillette » en a donné l'explication suivante : « J'ai pris une oreillette visible parce que ça signifiait qu'une émission, c'est un travail d'équipe qui ne repose pas seulement sur les épaules d'un animateur. »
En 1995, il produit et anime deux nouvelles émissions hebdomadaires, toujours sur France 2 : Déjà dimanche et Déjà le retour, qu'il coanime avec Nadège Dubospertus, deux succès. Deux ans plus tard, le succès de ces deux émissions lui vaut de s'attaquer au 19-20 quotidien de France 2 avec C'est l'heure, mais cette émission est un échec.
En 1998, il produit et présente sa deuxième émission de société, Jour après jour, toujours sur France 2, mais cette fois en prime-time. Jour après jour obtient, elle aussi, un 7 d'or en 2001. Deux premières télévisuelles cette année-là pour Jean-Luc Delarue : sa première production pour TF1, le programme court Bien jardiner avec Jean-Pierre Coffe et la création sur France 3 de la première émission consacrée aux nouveaux médias et à Internet, 3x+Net, présentée par Florian Gazan et Orianne Garcia.
En 1999, Réservoir Prod lance sur France 3 un talk-show quotidien animé par Évelyne Thomas, C'est mon choix. Malgré son succès, l'émission s'arrête durant l'été 2004 faute d'un accord entre les producteurs et l'animatrice.
Le 31 décembre 1999, il anime 24 heures d'antenne consécutives sur France 2 pour le passage à l'an 2000.
En parallèle de sa carrière télévisuelle, durant les années 1990, il fréquente assidument la discothèque Les Bains ; ami du gérant Hubert Boukobza, il investit avec ce dernier dans des restaurants ainsi que dans la première boutique de Pierre Hermé. Période de fêtes, de sexe et de drogues éloignée de l'image cathodique que présente alors l'animateur.

#### Années 2000
En 2000, Jean-Luc Delarue crée quatre filiales de Réservoir Prod : Réservoir Net et Réservoir Music dirigé par Fabrice Orlando, consacrée à la création de contenus audiovisuels, musicaux et interactifs pour Internet qui récolte le « Wanadoo Talent Show » pour le programme Cinéman, Réservoir Sport, spécialisée dans les programmes sportifs, et Réservoir Doc, qui produit régulièrement des reportages pour Zone interdite sur M6, Des racines et des ailes sur France 3 et Envoyé spécial sur France 2.
Côté programmes, Réservoir Prod produit sur France 3 Tous égaux, un magazine qui met en avant les multiples talents des Français, présenté par Florian Gazan et Vladys Muller. Mais aussi sur Paris Première, Toast, dans laquelle Jean-Luc Delarue s'intéresse aux nouveaux créateurs.
En octobre 2000, Jean-Luc Delarue voit son émission Ça se discute récompensée par un 7 d'or. Dans la foulée, l'animateur-producteur ouvre un restaurant, Le Korova, et produit d'autres émissions. Jean-Luc Delarue reçoit un second 7 d'or, en octobre 2001, pour Jour après jour.
Il ouvre son second restaurant spécialisé dans la cuisine japonaise en association avec Robert De Niro, Le Nobu.
En 2001, il s'associe avec Franck Saurat pour créer Carson Prod, une société spécialisée dans les divertissements. Pour preuve, Stars à domicile sur TF1, présentée par Flavie Flament, Y'a un début à tout et La Chanson no 1 sur France 2, animées toutes les deux par Daniela Lumbroso. À cette date, Réservoir Prod met à l'antenne deux nouvelles émissions : une sur TF1, Vis ma vie, animée par Laurence Ferrari, et une sur France 2, David contre Goliath avec David Douillet. La même année, il gère l'image et la communication du boxeur Brahim Asloum qui deviendra champion du monde professionnel.
En 2002, Réservoir Prod lance le premier documentaire-live sur Canal+, Le Cours Florent et avec Carson Prod, une série de prime-time sur M6 présentée par Laurent Boyer dont Céline Dion à tout prix ainsi que l'adaptation télé du Trivial Pursuit sur France 2.
En 2003, le Groupe Réservoir (Réservoir Prod et Carson Prod) emploie plus de 250 permanents, ayant fait le choix de préférer ce type de contrat à celui d'intermittent du spectacle. Il est le premier producteur indépendant de flux français (hors sport et information) avec, pour 2002, 14 heures de productions hebdomadaires. Déjà présent dans les magazines de société (Réservoir Prod), dans le divertissement (Carson Prod), le Groupe Réservoir se lance dans le jeu avec la filiale Hoboken Prod avec History tous les jours d'été sur France 3 à 19 h 55, ainsi que Trivial Pursuit, tous les jours d'été sur France 2 à 19 h 5. À la même date, il produit le talk-show Scrupules avec Carole Rousseau sur TF1. Il produit sur Canal+ La vie en clair (de septembre 2003 à juin 2004).
En 2004, il doit cesser plusieurs émissions : C'est mon choix, et par manque d'audience : Stars à domicile, Scrupules, La Vie en clair.

#### Années 2007 à 2011
Le Groupe Réservoir produit des émissions apportant un regard différent sur des maladies graves Alzheimer, un nouveau regard (13 février 2008), Le Cancer sort de l'ombre (5 mars 2007).
À la rentrée 2006, il lance une nouvelle émission, diffusée en début d'après-midi et intitulée Toute une histoire. Il découvre Stéphane Plaza et lance sur M6 Recherche appartement ou maison en février 2006 puis Maison à vendre en décembre 2007.
Avec 40 000 € de revenus mensuels en 2008 et 30 millions d'euros de patrimoine en 2005, il est alors l'un des animateurs-producteurs les mieux payés de France.
Le 14 septembre 2010, son image « se fissure le jour où des paparazzis le shootent, à l'aube, embarqué par la police pour possession de drogue. Jusqu'ici, son entourage le protège et le public croit à la fable du gendre idéal, ignorant la puissance de ses addictions : pouvoir, argent, sexe, cocaïne ». La médiatisation de ses problèmes de cocaïne le pousse à mettre sa carrière télévisuelle en suspens. Le 28 octobre, la présentation quotidienne de son émission Toute une histoire, dont il reste le producteur, est confiée à Sophie Davant.
Le 6 septembre 2011, il réapparaît sur les plateaux télé de France 2 avec une nouvelle émission : Réunion de famille,. Son émission, qui connaît un succès plutôt mitigé, s'arrête quelques mois après sa première diffusion.

### Engagement
Jean-Luc Delarue a été un des parrains de l'association humanitaire La Chaîne de l'espoir.

### Maladie, mort et succession
Le 2 décembre 2011, Jean-Luc Delarue annonce qu'il souffre d'un cancer, lors d'une conférence de presse organisée au siège de France Télévisions, avant qu'un paparazzi, en possession de son dossier médical, ne révèle l'information,,.
Sa dernière apparition publique remonte à la Fashion Week de Paris en janvier 2012, où il apparaît affaibli auprès de sa compagne d'alors Anissa Khelifi.
Il meurt le 23 août 2012 à 10 h 20, à l'hôpital américain situé sur la commune de Neuilly-sur-Seine, des suites d'un cancer de l'estomac et du péritoine,,,.
Un mois avant sa disparition, le 22 juillet 2012, il est victime d'un canular via le réseau social Twitter, annonçant sa mort.

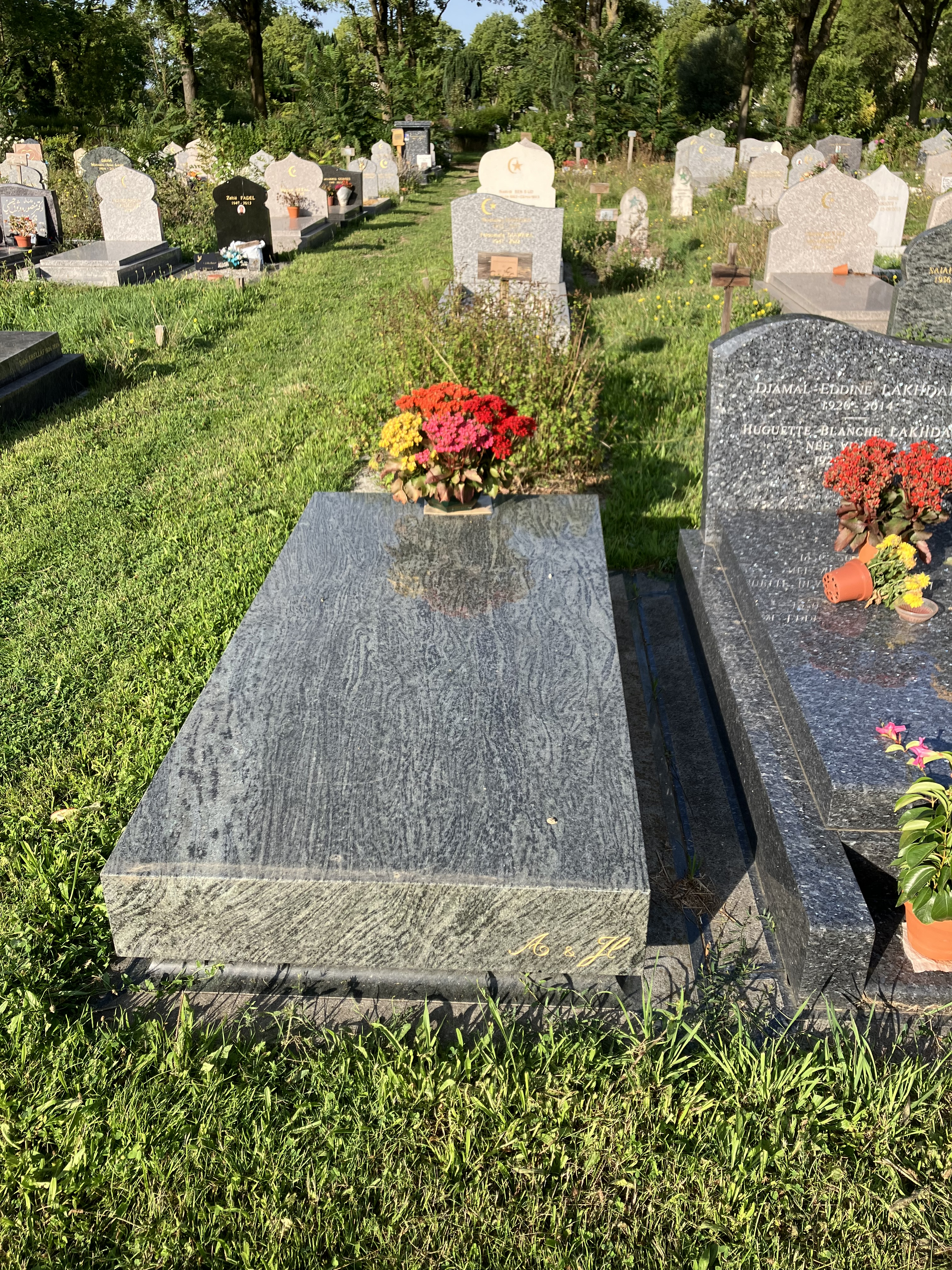
Tombe de Jean-Luc Delarue (division 101 du cimetière parisien de Thiais).

Peu de temps après sa mort, son père déclare dans la presse qu'il n'a pas pu assister à l'inhumation de son fils, enterré dans un carré musulman et converti à l'islam,. Sa femme dément cela et précise que Jean-Luc Delarue est inhumé au cimetière du Père-Lachaise,. Le 24 septembre 2012, l’Agence France-Presse annonce qu’il est enterré au cimetière de Thiais (Val-de-Marne). Sa sépulture est située dans une division du cimetière où sont regroupés des caveaux de familles musulmanes, même si cette partie du cimetière n'est pas réservée à proprement parler à des défunts de confession musulmane.
Sa famille est informée de sa mort quelques minutes avant qu'elle soit annoncée par l'entourage de Jean-Luc Delarue à la presse. Elle est invitée à ses funérailles au cimetière du Père Lachaise, mais il s'agit en fait d'un moment bref de recueillement devant une tombe anonyme dans laquelle Jean-Luc Delarue a déjà été inhumé, sans que sa famille ait été avertie ni présente. Son cercueil sera ensuite déplacé et définitivement inhumé au cimetière de Thiais, sans que sa famille en soit non plus avertie.
Dans son testament, il lègue ses biens immobiliers et les pièces majeures de sa collection d’art à sa nouvelle épouse Anissa Khelifi, le reste (notamment sa société Réservoir Prod, dont la valeur est difficilement estimable à la suite de la mort de son fondateur alors que les deux héritiers doivent bénéficier de la moitié des biens, estimés à une trentaine de millions d’euros) à son fils Jean Delarue-Bost. Jean-Luc Delarue choisit un mandataire à effet posthume pour gérer ses biens, au nom et pour le compte de son fils mineur, son ancien attaché de presse Arnaud Gachy, stipulant que son ex-compagne et mère de Jean, Élisabeth Bost, « n’aura ni l’administration légale ni la jouissance des biens qu’il recueillerait dans ma succession, lesquels seront administrés, jusqu’à la majorité ou l’émancipation de Jean, par Arnaud Gachy »,. Cela a pour conséquence d'entraîner une guerre de succession, Élisabeth Bost ayant toujours, par définition, l’autorité parentale sur son enfant. Elle se voit refuser cette demande,  le motif du mandat (la minorité de Jean, l'enfant du couple) étant un intérêt légitime et sérieux, et ne permet donc pas l'administration par Élisabeth Bost des biens hérités par son fils.
En mars 2016, Élisabeth Bost perd le procès intenté à Anissa Khelifi-Delarue, dans lequel elle réclamait l'annulation du mariage pour défaut de consentement, considérant qu'il s'agit d'une union contractée dans un but exclusivement successoral et que Jean-Luc Delarue, souffrant d'un cancer en phase terminale, était alors isolé par son entourage.
Cette succession est compliquée par l'action en recherche de paternité à l'encontre de Jean-Luc Delarue faite par une négociatrice dans un cabinet immobilier parisien pour sa fille cachée prénommée Chelsea (née en 2000), fruit d'une relation qui a eu cours en 1999. Cette action en justice s'est terminée sans qu'aucune preuve ait jamais été apportée de cette prétendue filiation.

### Vie privée
De sa relation avec Élisabeth Bost, naît son fils Jean Delarue-Bost, le 21 octobre 2006. Le couple se sépare en janvier 2009 après quatre ans de vie commune. En novembre 2009, il est en couverture du magazine Gala avec sa nouvelle compagne Inés Sastre. En mars 2010, Jean-Luc Delarue annonce qu'ils ont rompu.
En février 2011, il apparaît officiellement avec sa nouvelle compagne, Anissa Khelifi. Après une première rupture, il se marie le 12 mai 2012 avec Anissa Khelifi à Belle-Île-en-Mer en Bretagne. Sa famille a eu les plus grandes difficultés à le voir au cours des mois précédant sa mort, les rencontres étant difficiles à fixer et régulièrement annulées ou reportées par son entourage.
Le 17 mai 2017, le tribunal de grande instance de Paris déboute Élisabeth Bost de sa demande visant à obtenir l’interdiction de l’autobiographie Carnets secrets, publiée à titre posthume à l'instigation de sa nouvelle épouse. « L'animateur y égratigne en effet son ex-compagne, racontant des scènes de leur vie intime et leur dure séparation ». L'autobiographie évoque également les tensions avec ses parents, « notamment celles avec sa mère », « accusée de tous les maux par un fils qui n'a jamais pu renouer avec elle un dialogue apaisé ».

## Incidents et problèmes judiciaires
« Habitué à commenter avec compassion la misère et la souffrance d'autrui dans ses émissions, Jean-Luc Delarue devient à son tour un personnage de faits divers », étant confronté à différentes difficultés d'ordre judiciaire en sa qualité de président de Réservoir Prod et à titre personnel.
- En 1994, il a un grave accident de voiture et, selon certains, aurait tenté de se suicider entraînant ainsi deux autres personnes dans sa mort, Elsa, sa fiancée, et son demi-frère[42]. Il fracasse le véhicule acheté par Réservoir Prod contre un poteau d'une bretelle de sortie. Pour l'auteur d'une des biographies de Jean-Luc Delarue, sa mère aurait « inventé une autre réalité des faits, qu'elle vend à Voici. Le magazine people relate l'accident en exonérant Jean-Luc de toute responsabilité, accusant Elsa d'en être responsable. L'enquête de police rétablit la vérité, mais Jean-Luc et Elsa se font interroger sur leurs dealers[43] ».
- En 1996, il est mis en question, en même temps que d'autres vedettes, par le rapport parlementaire du député Alain Griotteray sur les sommes mirobolantes versées aux animateurs producteurs, devenant « alors le symbole de cette débauche d'argent public finançant des sociétés de production privées[14] ». Sous la présidence de Jean-Pierre Elkabbach, et sous son impulsion, la chaîne a en effet engagé de jeunes animateurs-producteurs vedettes pour concurrencer TF1 sur le terrain du divertissement. Alain Griotteray, dans un livre intitulé L'Argent de la télévision publié en 1996, confirme que le chiffre d'affaires passé par France 2 avec les sociétés de production de Delarue, Nagui et Arthur représente près du quart du coût de la programmation. Via sa société, Jean-Luc Delarue réalise un chiffre d'affaires de près de 135 millions avec France 2 pour la saison 1995-1996[13]. Le Président de France 2 se défend dans la presse en rendant Jean-Luc Delarue responsable de ces contrats mirobolants, mais la polémique tourne à son désavantage, et Jean-Pierre Elkabbach est contraint de démissionner quelques semaines plus tard le 31 mai 1996.
- En 2004, il s'associe à Pierre Hermé, Hubert Boukobza et Charles Znaty pour ouvrir la première boutique Pierre Hermé à Paris mais les déboires de la boutique l'entraineront au Tribunal de Commerce de Paris [44].
- En avril 2006, le président de Réservoir Prod est condamné à 2 000 euros d'amende avec sursis pour ne pas avoir fait bénéficier les salariés en CDD des mêmes avantages que les CDI, qui sont prédominants au sein de l'entreprise.
- Le 13 février 2007, sur un vol Paris-Johannesbourg, Jean-Luc Delarue adopte un comportement « agressif et injurieux à l'encontre du personnel navigant et des passagers » sous l'empire d'un mélange d'alcool et de médicaments. Il lui est reproché d'avoir insulté, mordu, giflé un steward et touché les seins d'une hôtesse[45]. Le personnel doit alors recourir à des menottes pour l'empêcher de perturber davantage le vol. Trois plaintes seront déposées contre lui. À son retour en France le 20 février 2007, il est mis en garde à vue pendant neuf heures pour répondre des trois plaintes qui ont été déposées à son encontre. Jugé selon la procédure de reconnaissance préalable de culpabilité, il a reconnu être coupable de « violences et outrages sur personnes chargées d'une mission de service public et tentative d'entrave à la circulation aérienne », et devra effectuer un stage de citoyenneté. Des avocats ont dénoncé la clémence de cette peine et le traitement de faveur dont aurait bénéficié Jean-Luc Delarue lors de l'audience du tribunal[46]. Une fausse vidéo le montrant apparemment dans l'avion en train d'agresser les passagers a circulé sur Internet, avec un acteur ressemblant à Jean-Luc Delarue. Cette vidéo est créée par le magazine Choc, qui est alors condamné en justice[47].
- En janvier 2008, l'URSSAF notifie à sa société Réservoir Prod un redressement de 17 716 euros[48].
- Le 16 avril 2008, il est piégé au cours de l'émission Ça se discute qui tourne autour du thème « Peut-on s'aimer d'amour quand on ne fait plus l'amour ». Fred Neidhardt, imposteur pour L'Écho des Savanes, se faisant passer pour un témoin, a raconté sans sourciller pourquoi il préfère se masturber en pensant à Carla Bruni-Sarkozy plutôt que d'avoir des relations sexuelles avec sa femme. Il a annoncé son imposture sur son blog. L'imposteur a déjà piégé Réservoir Prod (faux témoin à C'est mon choix) et d'autres plateaux télés.[réf. nécessaire]
- Lors de la cérémonie de remise des Globes de Cristal en 2009, qu'il présente en direct sur France 3 avec Carole Gaessler, il fait une blague douteuse à l'écrivain Yamina Benguigui. Après lui avoir remis le Globe du meilleur documentaire de télévision, il lui a demandé, l'air goguenard : « Vous voulez que je vous tienne votre Globe… ou vos globes ? » Yamina Benguigui a exigé et obtenu des excuses publiques de la part de l'animateur-producteur. Ils se sont réconciliés depuis. À la suite de cette remarque, l'animateur a été privé de direct par le groupe France Télévisions.
- Le 14 septembre 2010, l'animateur est interpellé, puis placé en garde à vue dans le cadre d'une vaste enquête de la sûreté urbaine des Hauts-de-Seine portant sur un important trafic de stupéfiants. Il apparaît dans l'enquête comme un important consommateur de cocaïne — un tiers de son salaire y passe, soit en moyenne dix mille euros[4] — ce qui intrigue les enquêteurs[49],[50]. Le soir même, il fait son mea culpa dans une vidéo enregistrée à l'issue du tournage de son émission quotidienne, Toute une histoire[51]. Le lendemain, à la suite de cette nouvelle affaire mettant en cause la notoriété de la chaîne publique, la direction de France Télévisions décide de le suspendre indéfiniment de l'antenne et de confier la présentation de son émission à Sophie Davant[52]. La presse évoque alors des soirées « blanc-bleu » qu’il organise à son domicile, synonymes de cocaïne et de Viagra[4]. À la suite de cette affaire, il fonde la Fondation d'entreprise Réservoir dont l'objet est de lutter contre toutes les formes de dépendance. Après une cure de désintoxication très éprouvante, il entame en février 2011 un tour de France en camping-car dans les lycées pour sensibiliser les élèves aux dangers de la drogue[53], ce qui suscite des critiques lui reprochant d’effectuer une campagne séduction pour retrouver sa place à la télévision. Dans le magazine télévisé Complément d’enquête, il avoue « avoir pris 20 grammes de cocaïne par semaine pour tenir le coup, et ainsi dépensé jusqu’à 7 000 euros par mois »[54].

Son procès au tribunal correctionnel, initialement prévu en juillet 2012, doit se tenir en février 2013, sur demande de son avocat, en raison de ses problèmes de santé. Sa mort, le 23 août 2012, éteint l'action judiciaire.

## Émissions présentées

### Radio
- 1987-1988 : Top 50 sur Europe 1
- 1990-1991 : Les Goûters
- 1991-1992 : L'Équipe du matin sur Europe 1
- 1991-1992, puis 1994 : Mon œil sur Europe 1.

### Télévision
- 1986-1987 : Une page de pub sur TV6
- 1988 : Fantasy sur Antenne 2
- 1988 : Voutou voutou la nuit est à nous sur Antenne 2
- 1988-1989 : Miss ok sur M6 et Europe 1
- 1989-1992 : Supermodel of the World sur Canal+
- 1990 : Scrupules sur Canal+
- 1990-1994 : La Grande Famille sur Canal+
- 1991 : La 7e Nuit des "7 d'or"
- 1994-2009 : Ça se discute sur France 2
- 1995-1997 : Déjà dimanche sur France 2
- 1995-1997 : Déjà le retour sur France 2
- 1997-1997 : C'est l'heure sur France 2
- 1998-2001 : Jour après jour sur France 2
- 16 janvier 1999 : Les Lumières sur France 2
- 31 décembre 1999 : France 2000, avec Michel Drucker sur France 2
- Les Victoires de la musique sur France 2 : coprésentées avec Michel Drucker en 2000 et 2003 ; coprésentées avec Michel Drucker, Guillaume Durand, Daniela Lumbroso et Nagui en 2005
- 2001-2002 : Quelques jours avec eux sur France 2
- 2002 et 2003 : Les Vainqueurs de l'année, coprésenté avec Michel Drucker sur France 2
- 2004 : Vos Français de cœur, coprésenté avec Michel Drucker sur France 2
- 2004 : 40 ans à 2 : programme court quotidien et une soirée spéciale présentée sur France 2
- 2005 : Référendum : en direct avec le Président, participant à l'interview du président de la République Jacques Chirac, diffusée sur TF1
- 2006-2010 : Toute une histoire sur France 2
- 2007 : Le Cancer sort de l'ombre sur France 2
- 2008 : Alzheimer, un nouveau regard sur France 2
- 2009 : Les Globes de cristal, coprésenté avec Carole Gaessler sur France 3
- 2011 : Réunion de famille sur France 2.